# Політична система Франції
Політична система Франції заснована на напівпрезидентській системі і визначається конституцією П'ятої французької республіки. Нація оголошує себе «неподільною, світською, демократичною і соціальною Республікою». Конституція передбачає розподіл державної влади і проголошує у Франції «прихильність правам людини і принципам національного суверенітету, які визначені декларацією 1789 року».
Політична система Франції складається з виконавчої влади, законодавчої гілки влади та судової гілки влади. Виконавча влада здійснюється Президентом Республіки та Урядом. Уряд складається з прем'єр-міністра та міністрів. Прем'єр-міністр призначається Президентом і несе відповідальність перед парламентом. Уряд, у тому числі і прем'єр-міністр, може бути скинутий Національною асамблеєю, нижньою палатою парламенту, шляхом «подання скарг»; це гарантує, що Прем'єр-міністр завжди підтримується більшістю нижньої палати.
Парламент складається з національних зборів і Сенату. Вона[хто?] проходить статути і голосувань по бюджету; він контролює дії виконавчої влади через офіційний допит на підлозі[що?] палат парламенту і створення комісій з розслідування. Конституційність постанови перевіряється в Конституційний рада, члени якого призначаються Президентом Республіки, головою національних зборів і головою Сенату. Колишні президенти Республіки є також членами Ради.
Незалежна судова система базується на цивільному праві, система, яка розвинулася з наполеонівських кодексів. Вона розділяється на судову гілку влади (з питань цивільного права і кримінального права) і адміністративних органів (щодо оскарження рішень виконавчих органів), кожен власний і незалежним Верховний апеляційний суд: в суд касаційної інстанції для судових суди та Державна рада в адміністративних судах. Уряд Франції включає в себе різні органи, які перевіряють зловживання владою і незалежними агентствами.
Франція — це унітарна держава. Однак, її адміністративно-територіальні одиниці,регіони, департаменти і комуни — мають різні правові функції, і національному уряду забороняється втручаючись в їх нормальній роботі.
Франція була одним із засновників Європейського об'єднання вугілля і сталі, пізніше Європейського Союзу. Франція передала частину свого суверенітету в європейських інститутах, як це передбачено Конституцією. Французький уряд, таким чином, повинен дотримуватися європейських договорів, директив та регламентів.
Доаналітичний підрозділ журналу Economist оцінив рейтинг Франції як «неповноцінна демократія» у 2016 році.

## Конституція
Популярний[уточнити] референдум був затверджений Конституцією французької П'ятої республіки у 1958 році, що значно зміцнює авторитет інституту президентства та виконавчої влади, парламенту.
Конституція не містить «Білль про права» в собі, але в її передмові зазначається, що Франція повинна слідувати принципам Декларації Прав Людини і громадянина, що вказано також у передслові до Конституції Четвертої республіки. Це передбачає, що принципи, викладені в цих текстах, мають конституційне значення, і законодавство, яке порушує ці принципи повинно бути визнане неконституційним, якщо звернення подано до Конституційної Ради. Крім того, нещодавні поправки, внесені в Конституцію — додано посилання в преамбулі до хартії з довкілля, що має повне конституційне значення та право громадян на оскарження конституційності закону перед Конституційною радою.
До основоположних принципів Конституції належать: рівність усіх громадян перед законом, і відмова від особливих станових привілеїв, таких як ті, які існували до Французької революції; презумпція невинуватості; свобода слова; свобода думок, включаючи свободу віросповідання; гарантії власності від довільного арешту; відповідальності державних службовців перед громадянами.

## Виконавча влада
Франція має напів-президентську систему влади, як президент і прем'єр-міністр, який несе відповідальність перед парламентом Франції. Кандидат у президенти зобов'язаний отримати всенародне-більшість голосів на перший, або другий тур голосування, який передбачає, щоб президента підтримало не менше половини виборців.
Як наслідок, президент Франції — видатна постать у французькій політиці. Він призначає прем'єр-міністра. Хоча він не може звільнити його, він може фактично змусити його піти у відставку. Він призначає міністрів, міністрів-делегатів і секретарів. Президент є домінуючим гравцем для виконавчих дій, вибираючи, кого б він хотів бачити біля влади, і слідувати за його політичної програми.[джерело?]
Однак, коли політичні опоненти президента під контролем парламенту, домінування президента може бути строго обмеженим, так як він повинен обрати прем'єр-міністра і уряд, які відображають тих, хто буде втілювати в життя ідеї парламентської більшості. Коли сторонами з протилежних кінців політичного спектру парламенту і президента, угода про поділ влади називається співжиття. До 2002 року співжиття стало більш поширеним, оскільки термін президента був сім років, і термін дії Національних зборів був п'ять років. Тепер, термін дії повноважень президента був скорочений до п'яти років, і вибори розділені всього на кілька місяців.

### Уряд
Уряд Франції, очолюваний прем'єр-міністром, складається з молодших і старших міністрів. Він має у своєму розпорядженні Державну службу, державні органи та збройні сили. Уряд несе відповідальність перед парламентом, і Національні збори можуть прийняти резолюцію осуду, змушуючи відставки уряду. Це, на практиці, змушує уряд бути з тієї ж політичної партії або коаліції, як більшість в Асамблеї. Міністри зобов'язані відповідати на запитання членів парламенту, як письмові, так і усні; це відомо як питання ас уряду (питання до влади). Крім того, міністри беруть участь у засіданнях палат парламенту, коли закони, що стосуються сфери їх відповідальності обговорюються.
Міністри уряду не можуть прийняти закони без затвердження парламентом, хоча прем'єр-міністр може видавати автономно правила за умови, що вони не порушують домену парламенту, як описано в Конституції однак міністр може виступати із законодавчими ініціативами парламенту, оскільки складають їх, як правило, політично-союзні міністри. Але, це не гарантується, і, за нагоди, думка більшості парламентарів може істотно відрізнятися від думки виконавчої влади, що часто призводить до великої кількості змін.
Прем'єр-міністр може притягнути до відповідальності свій уряд, у відповідності зі статтею 49-3 Конституції. Тоді закон вважається прийнятим, якщо національна асамблея голосує за вотум недовіри, і в цьому випадку закон скасовується і уряд йде у відставку. Станом на 2006 рік, останній раз в даній статті був названим «першим трудовим контрактом», запропонованого прем'єр-міністром Домініком де Вільпеном.
Традиційно, уряд складається з представників у трьох рядах. Міністри є найбільш високопоставленими членами уряду; заступники міністрів допомагають міністрам в певних областях; державні міністри допомагають міністрам у менш важливих областях, і бувають присутнім на засіданнях уряду лише зрідка. Перед П'ятою республікою, ряд міністрів надав особливе політичне значення їй, були названі «державні секретарі»; практика продовжена в рамках П'ятої республіки.
Кількість міністерств, поділ обов'язків і адміністрація, між ними варіюється від уряду до уряду. У той час як відповідальность кожного міністерства може змінитися, зазвичай країна має принаймні:
- Міністерство економіки, промисловості та зайнятості (податки, бюджет),
- Міністерство внутрішніх справ (правоохоронна діяльність, взаємовідносини з місцевими органами влади),
- Міністерство юстиції та зберігача друку (в'язниці, працює судова система, нагляд прокуратури)
- Міністерство національної освіти,
- Міністерство оборони,
- Міністерство закордонних справ,
- Міністерство транспорту.

Уряд відіграє провідну роль у формуванні порядку денного у парламенті. Він може вносити законопроєкти до парламенту, а також поправки під час парламентських засідань. Він може використовувати деякі процедури, щоб прискорити парламентські дискусії.
Уряд організовує щотижневі зустрічі (зазвичай по середах), очолюваний президентом в Єлисейському палаці.
Після виборів Еммануель Макрон, як президента, Едуард Філіп став французький прем'єр-міністр з 15 травня 2017 року.

### Нормативні акти делегованого законодавства
Французький виконавець має обмежені повноваження по створенню нормативно-правового регулювання. (Див. нижче, як правила або законодавчі елементи взаємодіють з закону.)

#### Постанови та інші виконавчі рішення
Тільки президент і прем'єр-міністр підпише укази, постанови можуть бути прийняті тільки після певних процедур і з належною відношенням до Конституції і закону.
- Президент підписує укази про призначення та звільнення найвисокопоставлених військових і цивільних службовців на посади, перераховані в Конституції або в статуті. Він також підписує укази про заснування деяких правил. Всі укази повинні бути підписані прем'єр-міністром і відповідними міністрами.
- Прем'єр-Міністр підписав постанови, що встановлюють правила у деяких галузях. Вони становлять основне законодавство. В деяких інших галузях вони повинні підкорятися існуючим статутам. У деяких випадках, законодавчі акти передбачають обов'язкове-консультативний розгляд Ради, на відміну від найпростіших.[11]

Всупереч іноді використовується полемічний штамп, який датується Третьою республікою, його укази-закон. Ні президент, ні прем'єр-міністр не може правити за допомогою указів (за межами іншого випадку президенту надаються надзвичайні повноваження).

#### Таїнства
Виконавча влада не може видавати укази, в районах, що Конституція ставить під відповідальність законодавства, видане парламентом. Ще, парламент може допомогою закону абілітації, уповноважує виконавчого, видавати таїнства, із законодавчими значеннями, в точно визначених областях. Закони абілітації вказують область указу. Після постанови видається, парламентський запит, чи вона хоче ратифікувати його. Якщо парламент голосує без ратифікації, постанову скасовано. Велику частину часу, ратифікація здійснюється прямо або побічно через акт парламенту, який займається суб'єкт, зацікавлений, а не самого акту ратифікації.
Використання Таїнства є, як правило, зарезервованим для невідкладних справ або з технічних, несуперечливих умов(наприклад, обряди, конвертувати всі суми у французьких франків на Євро в різні чинні закони у Франції). Існує також практика використання таїнства, транспонувати європейський директив у французьке законодавство, щоб уникнути пізньої транспозиції директиви, яка часто відбувається і критиці з боку Комісії ЄС. Таїнство також використовуються для кодифікації права в коди, щоб змінити їх. Вони також іноді використовуються, щоб підштовхнути суперечливе законодавство інших шляхом, наприклад, коли прем'єр-міністр Домінік де Вільпен створив нові форми трудових договорів у 2005 році. Використання таїнств в таких контекстах викликає критку з боку опозиції, антидемократію, й це принизливо для парламенту. Треба сказати, однак, що, оскільки національна асамблея може відправити уряд у відставку за допомогою вотуму недовіри, уряд завжди спирається на більшість у парламенті, і ця більшість буде, ймовірно, ухвалить скандальний закон у будь-якому випадку.

### Внутрішні межі виконавчої влади; система обмежень і противаг
Загальним правилом є те, що державні установи та державні служби знаходяться в розпорядженні уряду. Однак різні відомства є незалежними агентствами, які були законодавчо виключені з виконавчою владою, хоча вони відносяться до виконавчої гілки влади.
Ці незалежні агентства спеціалізовані: нормативна влада, виконавча влада, і деяка квазі-судова влада. Вони також часто консультуються з урядом чи парламентом, перш ніж законодавчо щось регулювати. Вони можуть вводити санкції, які названі «адміністративні санкції». Однак, їх рішення ще може бути оскаржене особою у судовому або адміністративному суді.
Крім того, в обов'язки державної служби входить обмеження влади. Наприклад, призначень, за винятком вищих посад (національних директорів агентств і відомств), повинні бути зроблені виключно по заслугах або, як правило, на конкурсних іспитах. Деякі держслужбовці мають статуси, які забороняють втручання виконавчих органів влади; наприклад, судді і прокурори можуть бути названі або переміщені тільки у відповідності з конкретними процедурами. Державні наукові працівників і викладачів вузів насолоджуються академічною свободою; у відповідності з законом, вони користуються повною свободою слова в простих обмеженнях науки.

### Деякі важливі управління та установи
Уряд також надає спеціалізовані установи для регулювання критичних ринків або обмежені ресурси. Хоча, як частина адміністрації, вони підпорядковуються міністрам, вони часто виступають з високою незалежностю.

### Організація державних служб
Кожне міністерство має центральну адміністрації, як правило, вона, розділена на відділи. Ці відділи, поділяються на суб-управління. Кожен напрям очолює директор, який призначається на посаду, президентом Ради. Центральна адміністрація багато в чому залишається незмінним незалежно від політичних уподобань виконавчої влади.
Крім того, у кожного міністра є особистий кабінет, який складається з членів, чиї кандидатури політично визначено. Кабінети мають дуже важливе значення і в них використовують багато висококваліфікованих співробітників, які повинні слідувати всіх адміністративних і політичних питань. Вони могутні, і іноді розглядаються як паралельна адміністрація, але не тільки, у всіх питаннях, які є політично чутливими.
Держава також має дистриб'юторські послуги, що поширюються по всій території Франції, часто відображаючи їх підрозділи в регіонах і департаментах. У префекті, представник національного уряду в кожному регіоні або департаменті, здійснює контроль за діяльністю розподільних послуг в її юрисдикції. Як правило, послуги визначеного адміністрацією в регіоні або департаменті управляються державним службовцем високого рівня, якого часто називають «режисером», але не завжди;В останні кілька десятиліть, відомча рада департаменту взяла на себе нові зобов'язання і відіграє важливу роль в управлінні державних послуг на місцевому рівні.
Уряд також підтримує державні установи. Вони мають адміністративну та фінансову автономії, для виконання певної місії. Вони прикріплені до одного або більше контролюючих органів. 
Одне істотне розходження полягає в тому, що в адміністраціях та державних установах адміністративного характеру, потрібно діяти у відповідності з публічним правом. Наслідком є те, що в країнах колишнього постійного персоналу державних службовців, в той час як зазвичай в останньому, вони контрактники.
Крім того, уряд як і раніше володіє і управляє всіма або більшістю акцій деяких компаній, як «Electricité de France», компанії SNCF або Areva.
Соціальне забезпечення організацій, є під контролем і наглядом держави та безпосередньо контролюється національним урядом. Замість цього, вони управляються «соціальними партнерами» (соціальні групи партнерів) — об'єднання роботодавців, таких як ДПФ і спілки працівників. Їх бюджет-окремий рахунок республіканського бюджету.

## Законодавча гілка влади
Парламент Франції складається з двох палат: національних зборів і Сенату.
Парламент проводить дев'ятимісячну сесії протягом одного року: за особливих обставин президент може призначити додаткову сесію. Хоча депутатські повноваження зменшилися від того, що існує в рамках Четвертої республіки, Національні збори можуть все одно призвести до відставки уряду, якщо абсолютна більшість від загального дозволяє це. Це ніколи не відбувалося з моменту створення П'ятої республіки 1958 році.
Уряд створює великий вплив на формування порядку денного парламенту. Уряд також може змінити його термін в законодавчому тексті, який він пропонує, і якщо резолюція осуду вноситься (протягом 24 годин після заявки) і прийнятий (протягом 48 годин після введення – таким чином, вся процедур триватиме не більше 72 годин), текст вважається прийнятим без голосування.
Депутати парламенту користуються депутатською недоторканністю.Обидва варіанти мають комітети, які пишуть доповіді на різні теми. При необхідності, вони можуть встановити парламентських комісій з розслідувань з широкими слідчими влади.

### Національні Збори

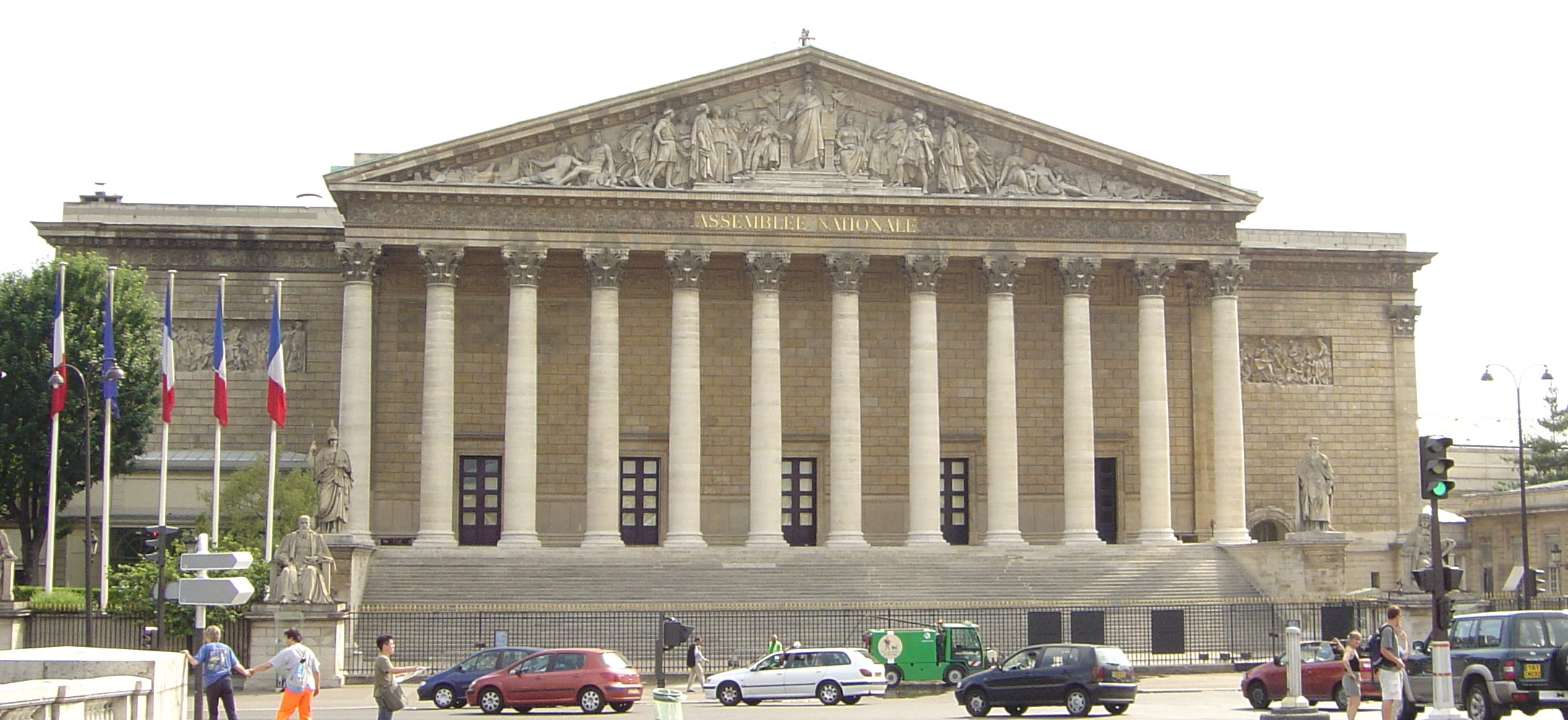
Національні Збори засідають в Бурбонському палаці

Національні Збори є основним законодавчим органом. Його 577 депутатів обираються прямим голосуванням на п'ятирічний термін більшістю голосів.
Національні збори може змусити піти  уряд у відставку, проголосувавши за вотум недовіри. У випадку президента це призводить до ситуації, відомої як співжиття. А вотум недовіри періодично пропонувала опозиція. Державні заходи, які вона вважає вкрай недоречним, вони чисто риторичні; партійна дисципліна гарантує, що протягом усього парламентського терміну, уряд не повалено Асамблеї.